# روزيكا شويمر
روزيكا «روزا» بيدي- شويمر (بالمجرية: Rosika "Rózsa" Bédy-Schwimmer)‏ (11 سبتمبر من عام 1877- 3 أغسطس من عام 1948)؛ ولدت في هنغاريا، وكانت داعية سلام ونسوية ومنادية بمنح المرأة حق الاقتراع. كانت واحدة من أوائل الاتحاديين في العالم، كما كانت أولى سفيرات العالم (من هنغاريا إلى سويسرا) في عام 1918.

## النشأة
ولدت شويمر لوالدها الذي كان يعمل كتاجر للسلع، وانتمت لعائلة يهودية في بودابست في النمسا- هنغاريا. درست شويمر الموسيقى واللغات، ولكن بدأت بالعمل كمحاسبة بالتزامن مع تدهور الموارد المالية للعائلة في عام 1896.

## المسيرة السياسية
في عام 1897، نظمت شويمر جمعية النساء الكاتبات الهنغاريات، وأسست أيضاً في عام 1904 الرابطة النسوية الهنغارية، إلى جانب العديد من النسويات البارزات مثل إوغينينا ميشكولتسي ميلير. ساعدت شويمر أيضاً في تأسيس المجلس القومي الهنغاري للمرأة، وكانت عضواً في مجلس إدارة جمعية السلام الهنغارية. قام وزير الداخلية الهنغاري في عام 1909 بتعيينها في مجلس إدارة رعاية الطفل.
في عام 1913، أصبحت شويمر أمينةً مكافئةً للتحالف الدولي للمرأة، حيث قامت بجولة في أنحاء أوروبا مع كاري شابمان كات من أجل إلقاء محاضرات حول حق المرأة في التصويت. قامت شويمر أيضاً بتحرير مجلة المرأة، وفي عام 1914 انتقلت إلى لندن وعملت كمراسلة في العديد من الصحف الأوروبية ومن ثم حصلت على منصب المسؤولة الإعلامية للتحالف الدولي للمرأة. لم تتمكن شويمر من العودة إلى وطنها بعد اندلاع الحرب العالمية الأولى، ولذلك بدأت تدعو لإنهاء الاقتتال. قامت شويمر في عام 1914 بجولة في الولايات المتحدة الأمريكية من أجل مطالبة الرئيس وودرو ويلسون بتشكيل مؤتمر محايد لإنهاء الحرب. في عام 1915، شاركت في تشكيل حزب السلام للمرأة.
في المؤتمر الدولي للمرأة (28 أبريل- 10 مايو من عام 1915)، اعتُمد اقتراح شويمر «لاهاي، هولندا» لعقد مؤتمر محايد للوساطة المستمرة بين حكومات الدول المتحاربة. في وقت لاحق من نفس العام، حصلت شويمر على دعم هنري فورد، الذي استأجر «سفينة السلام» وأرسلها إلى ستوكهولم. بعد أن خيبت جهود فورد ظن شويمر، نظمت لاحقاً اللجنة الدولية للوساطة الفورية في يونيو من عام 1916. وبعد الهدنة، أصبحت شويمر نائبة رئيس الرابطة النسائية الدولية للسلام والحرية.
عندما حصلت هنغاريا على استقلالها من الإمبراطورية النمساوية المجرية في عام 1918، قام رئيس الوزراء ميهالي كارولي بتعيين شويمر بمنصب سفير الدولة في سويسرا؛ وعندما سيطر الشيوعيون على الحكومة في عام 1919، عارضتهم شويمر وفقدت حقوقها المدنية نتيجةً لذلك. وعندما أطاحت حكومة ميكلوس هورثي بالشيوعيين في عام 1920، هربت شويمر إلى فيينا، وفي عام 1921 انتقلت إلى الولايات المتحدة الأمريكية واستقرت في شيكاغو ولم تعد إلى هنغاريا، تلك البلاد التي ساهمت فيها شويمر في بناء الأساس للنساء المستقبليات في السياسة الهنغارية.
وُصفت شويمر في الولايات المتحدة بأنها اشتراكية وذلك نتيجة معتقداتها المسالمة، وقضت معظم حياتها المتبقية في محاربة الافتراءات الكاذبة عنها؛ حيث رفعت دعوى قضائية على فريد مارفين عندما اتهمها بأنها جاسوسة ألمانية وعاملة بلشفية وربحت القضية فحصلت على تعويض قدره 17000 دولار أمريكي. ومع ذلك، لم تستطع الحصول على الجنسية الأمريكية بسبب مبادئها المسالمة. حكمت المحكمة العليا الأمريكية ضدها في قضية الولايات المتحدة ضد شويمر (1929)، ولكن في عام 1946، أسقطت الولايات المتحدة الأمريكية تهمها في قضية جيروار ضد الولايات المتحدة الأمريكية. قضت شويمر بقية حياتها في البلاد كشخص عديم الجنسية.
في وقت لاحق من حياتها، حاولت شويمر إنشاء حكومة عالمية؛ وفي عام 1935، شكلت المركز العالمي للمحفوظات النسائية مع ماري ريتر بيرد، وحصلت على جائزة السلام العالمي في عام 1937. وفي نفس العام، أنشأت حملة من أجل دعم فكرة الحكومة العالمية مع لولا مافريك لويد، التي تعتبر أول حركة اتحادية عالمية في القرن العشرين. في وقت لاحق من القرن العشرين، نجحت الحركة الاتحادية بدفع الحملة والاتحاد إلى إنشاء المحكمة الجنائية الدولية، والتي بالكاد حصلت شويمر على أي فضل في إنشائها. في عام 1947، تم ترشيحها لجائزة نوبل للسلام، ولكن لم يكن لديها فرصة للحصول عليها حيث لم يتم منح الجائزة في العام المقبل.

## الموت والإرث
توفيت روزيكا شويمر بسبب الالتهاب الرئوي في 3 أغسطس من عام 1948، في مدينة نيويورك.

## روابط خارجية
- روزيكا شويمر على موقع الموسوعة البريطانية (الإنجليزية)